# Cala Millor (Arenal de Son Servera)
Cala Millor / Arenal de Son Servera bezeichnet den nördlichen Teilabschnitt des 1.800 Meter langen Strandes von Cala Millor im Osten der Baleareninsel Mallorca. Er befindet sich im südöstlichen Teil des Gemeindegebietes von Son Servera.

## Lage und Beschreibung

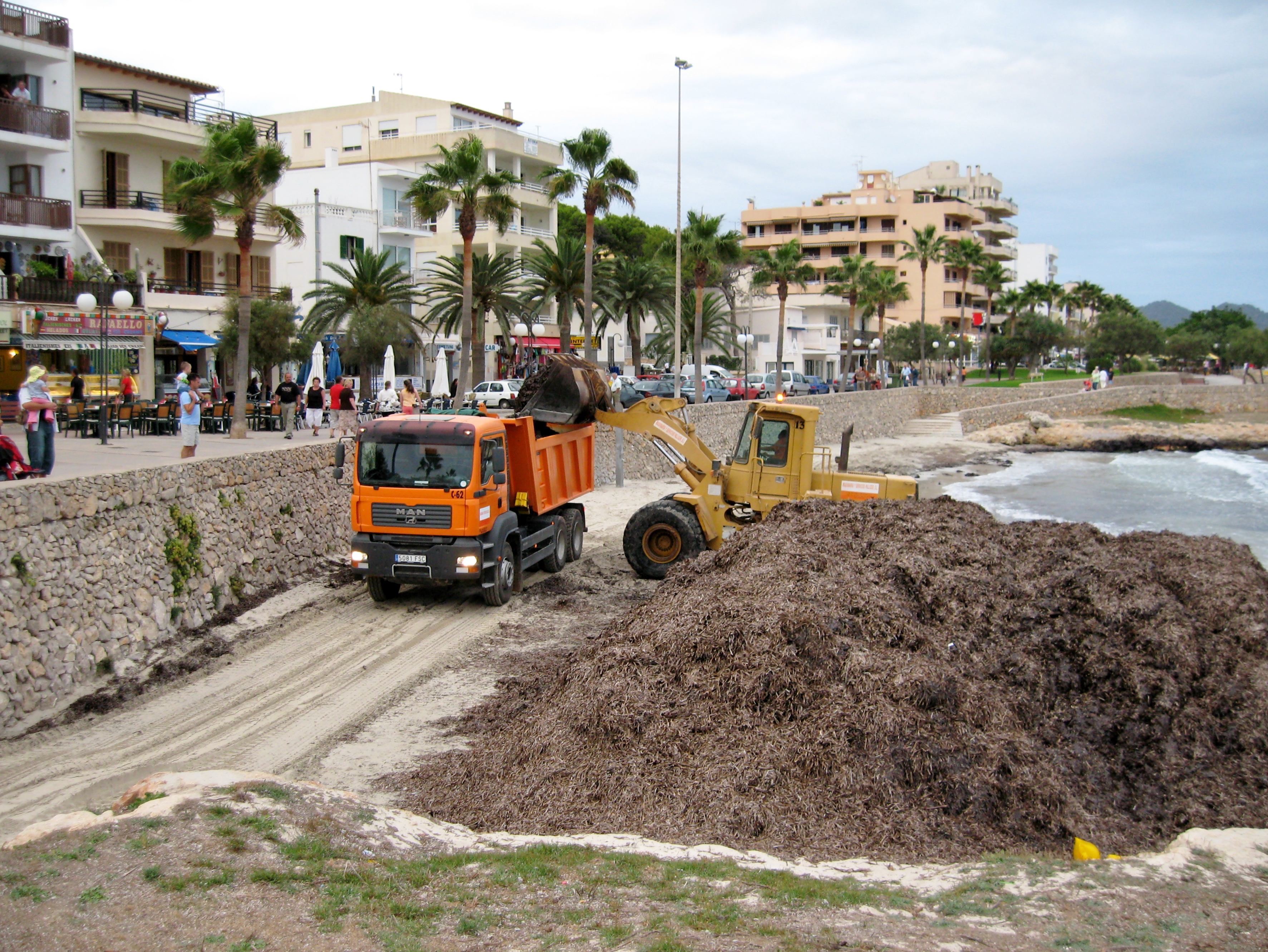
Beseitigung von Seegras

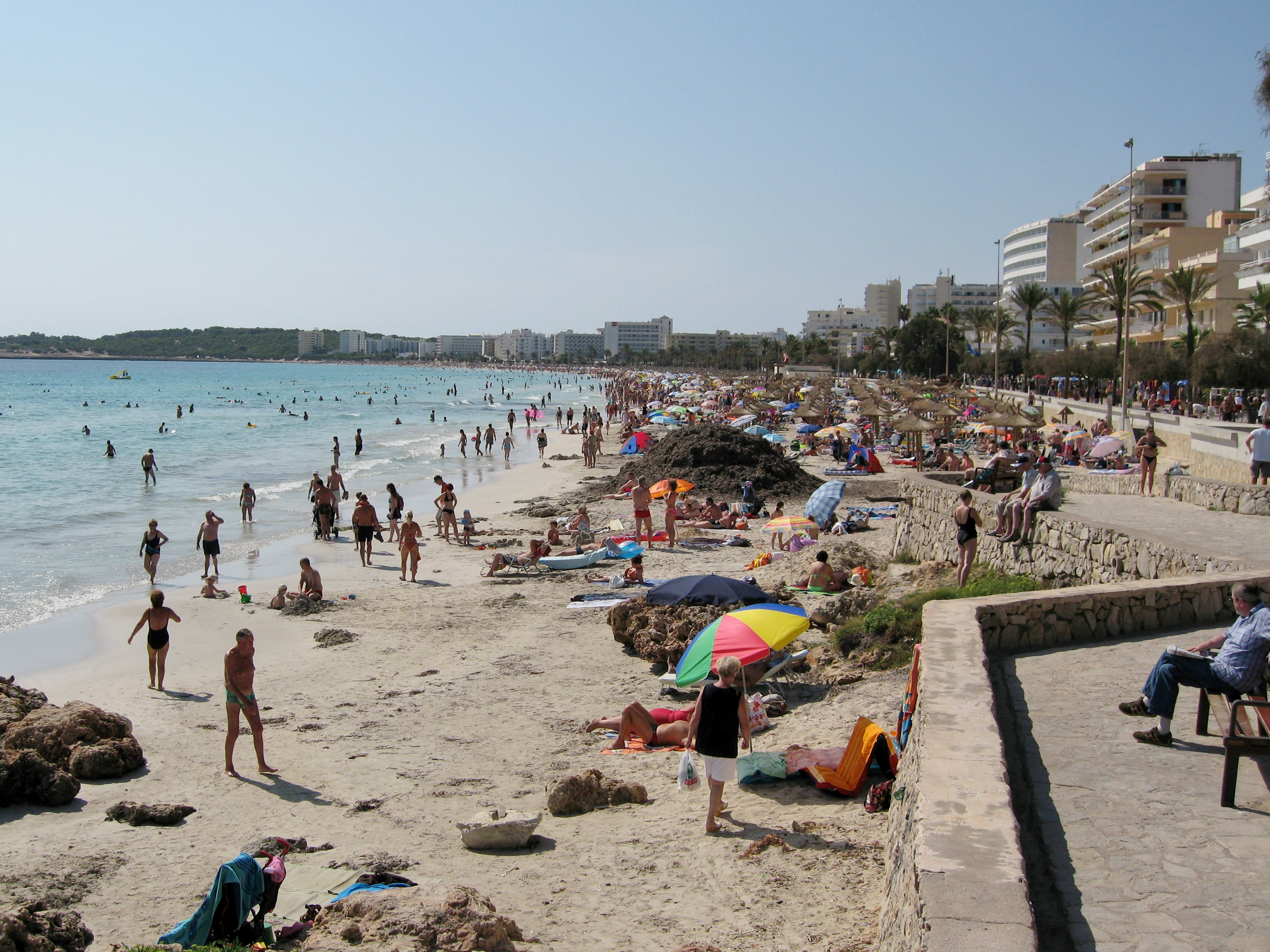
Hauptstrand

An der Cala Millor, einer Bucht, nach dem der Ort Cala Millor benannt wurde, verläuft die Gemeindegrenze zwischen Son Servera im Norden und dem südlich angrenzenden Sant Llorenç des Cardassar. Auch der Ort wird durch beide Gemeinden verwaltet. Die Cala Millor ist Teil der Bucht von Son Servera (Badia de Son Servera), einem größeren Meereseinschnitt im Osten Mallorcas in der Region Llevant zwischen dem Cap des Pinar und der Halbinsel Punta de n’Amer.
Der etwa 400 Meter lange nördliche Strandabschnitt, der zur Gemeinde Son Servera gehört, wird durch einen niedrigen Felseinschnitt in einen kleinen Strand und dem südlich davon beginnenden Hauptstrand getrennt. Nördlich des kleinen Strandes befindet sich die Schiffsanlegestelle von Cala Millor. Trotz täglicher Säuberung des Strandes kann es zu Seegrasablagerungen kommen, die über Rampen zwischen kleinem und großem Strand durch LKW abgefahren werden. Am feinsandigen Hauptstrand werden Liegen und Sonnenschirme verliehen. Das Arenal de Son Servera endet im Süden auf Höhe der Carrer del Sol Naixent  und geht dort in den Platja de Sant Llorenç über.
Hinter der Cala Millor befindet sich die Strandpromenade des Touristenortes Cala Millor, die in Richtung Süden bis zur Cala Nau vor der Halbinsel Punta de n’Amer reicht und auf dem Gebiet von Son Servera, benannt nach ihrem Architekten, Passeig d’en Joan Llinàs heißt. An der Promenade, die hier noch nicht so breit ist wie weiter südlich auf dem Gebiet von Sant Llorenç, befinden sich mehrstöckige Hotelbauten, Restaurants und Geschäfte. Vom kleinen Strand nach Norden führt die Passeig Marítim de Cala Millor in Richtung Cala Bona.

## Zugang
Die Hauptstraße MA-4026 von Son Servera in Richtung Meer nach Cala Millor führt zum Plaça Eureka, einem Platz direkt am Ufer zwischen dem kleinen und dem Hauptstrand des Ortes. Dort befindet sich auch ein Pavillon der Touristen-Information (Informatión Turística) der Gemeinde Son Servera.

## Belege
- Karte: Cala Millor, Mallorca 2008 – 2009